# Каскида
Каскида (англ. Kaskida) — крупное нефтяное месторождение в Мексиканском заливе в 250 милях к юго-западу от Нового Орлеана. Открыто 31 августа 2006 года. Начальные запасы нефти составляют 478 млн тонн.
Нефтеносность установлена в отложениях неогена и палеогена. Залежи на глубине 9,8 — 10,5 км.
Оператор Каскиды — британская нефтяная компания BP (55 %). Другие партнеры проекта — StatoilHydro (25 %) и Devon Energy (20 %).
Бурение Каскиды идет с помощью платформы Transocean’s Deepwater Horizon.